# Arcadi Volodos
Arcadi Arcadievich Volodos (em russo:  Аркадий Аркадьевич Володось), (São Petersburgo, 24 de fevereiro de 1972) é um pianista russo, reconhecido pela sua técnica e destreza na interpretação do repertório virtuosístico para piano, como o de Sergei Rachmaninoff e Franz Liszt, e pelas transcrições de gravações do lendário Vladimir Horowitz.

## Biografia
A sua primeira abordagem à música foi através do canto, seguindo o exemplo dos seus pais, também cantores, embora tenha evoluído gradualmente para dirigir, enquanto era aluno da escola da Capela M. Glinka no Conservatório de São Petersburgo. Apesar de ter tocado piano desde os oito anos, não se dedicou seriamente a este instrumento até 1987, no conservatório da sua cidade com Leonid Sintsev. Completou a sua carreira de piano no Conservatório de Moscovo com Galina Eguiazarova. Estudou também no Conservatório de Paris com Jacques Rouvier. Finalmente, em Madrid, na Escola Superior de Música Reina Sofía com Dmitry Bashkirov..
Apesar da brevidade dos seus estudos formais, Volodos catapultou-se rapidamente para a elite dos mais importantes pianistas internacionais. Thomas Frost, produtor de muitas gravações de Vladimir Horowitz e das gravações de Volodos para a Sony Classic, defende que Volodos "tem tudo: imaginação, cor, paixão e uma técnica fenomenal que lhe permite executar com êxito as suas ideias musicais".
Em 2013, lançou um álbum dedicado à Música Silenciosa de Federico Mompou que dizia: "Um amigo fez-me ouvir e eu gostei muito. Um som nostálgico e minimalista como o Ravel. Mas quando descobri a Música Silenciosa, compreendi toda a sua filosofia, o seu espírito Zen, a dualidade entre notas e silêncios. Toquei-a na Filarmónica de Berlim e na Concertgebouw em Amesterdão com o público em silêncio absoluto durante 20 minutos. Foi espetacular. Mompou disse que o silêncio é uma eternidade. Sua música é pura metafísica; não queria inovar e, no entanto, a sua música expressa algo diferente, é silêncio sonoro. "Jo no componc, descomponc."
Em 2018 venceu o Prémio de Melhor Performance Instrumental pela revista Grammophone pelo seu álbum de peças de piano a solo de Brahms.
Volodos reside atualmente em Madrid.

## Discografía
- Volodos: Piano Transcriptions (1997)
- Volodos, Live at Carnegie Hall (1999)
- Rachmaninoff - Piano Concerto No. 3 & Solo Piano Works'' (2000)
- Schubert - Piano Sonatas (2002)
- Tchaikovsky - Piano Concerto No. 1 / Rachmáninov - Solo Piano Works (2003)
- Volodos plays Liszt (2007)
- Volodos in Vienna. Live from the Musikverein Wien (2009)
- Volodos plays Mompou (2013)
- Volodos Plays Brahms: Arcadi Volodos, Johannes Brahms'' (2017)